# Selkäkari (ö i Finland, Birkaland, Nordvästra Birkaland, lat 61,98, long 23,22)
Selkäkari är en ö i Finland. Den ligger i sjön Liesijärvi och i kommunen Parkano i den ekonomiska regionen  Nordvästra Birkalands ekonomiska region  och landskapet Birkaland, i den sydvästra delen av landet, 220 km norr om huvudstaden Helsingfors. Öns area är 0,1 hektar och dess största längd är 90 meter i nord-sydlig riktning.